# Taseopteryx rex
Taseopteryx rex är en fjärilsart som beskrevs av Edward P. Wiltshire 1948. Taseopteryx rex ingår i släktet Taseopteryx och familjen nattflyn. Inga underarter finns listade i Catalogue of Life.